# لومبنبروليتريا

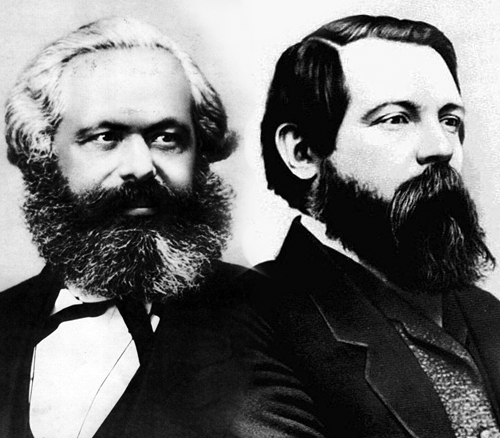
كارل ماركس و وانجليس

اللومبنبروليتريا (بالإنجليزية: Lumpenproletariat)‏ أي ما دون أو تحت البروليتاريا، وهو مصطلح أطلقه كارل ماركس في بيان الحزب الشيوعي لوصف تلك الطبقة التي تكون في مرتبة دون الطبقة العاملة والذين لا يحظون بنوع من الوعي وغير مفيدين في العملية الإنتاجية أو اجتماعيا، ولا فائدة ممنهم في النضال الثوري، وربما يمثلون عائقا أمام تحقيق مجتمع لا طبقي. عُرف اللومبنبروليتريا على أنهم حثالة الفئات الدنيا من المجتمع القديم، حيث أن هذه الطبقة قد تنجرف هنا وهناك في الحركة بفعل ثورة بروليتارية، لكنها بحكم وضعها الحياتي كله تصبح أكثر استعدادا لبيع نفسها لمكائد الرجعية.

## بعض مسميات اللومبنبروليتريا
الفئات الدنيا، أو القعر الاجتماعي:الجماهير نصف البروليتارية..شبه البروليتارية..البروليتاريا الرثة..حثالة البروليتاريا..الغوغاء..الرعاع..الخ وكلها مفاهيم مترادفة ودالة على تلك"الكتلة الشعبية"الضخمة، والتي تطلق عليها الادبيات الماركسية بعض هذه التسميات، والمدلول واحدا في معانيه.

## ماهيه اللومبنبروليتريا
يفسر المنظر الثوري فرانز فانون اسباب تشكل تلك الفئات الاجتماعية فيقول:"ان الفلاحين الذين لايملكون ارضا، والذين يطرح عليهم تزايد السكان مشكلة لاسبيل لحلها، يهجرون الريف ويفدون على المدن فيتكدسون في اكواخ الصفيح ويحاولون ان يتسربوا إلى الموانيء والمدن التي اوجدتها السيطرة الاستعمارية فيكونون هناك البروليتاريا الدنيا[3] بقلم احمد ماهر عزالدين